# まりと殿様
『まりと殿様』（まりととのさま）はその原題が『毬と殿様』（まりととのさま）で、1929年に西條八十・作詞、中山晋平・作曲で発表された日本の童謡である。

## 歌詞
歌詞の出だしは「てんてんてんまり、てん手まり」で、全部で5詩節がある。正月の（女の子の）手まりから、手まりが有名な紀州とそこの殿様、手まりが殿様の参勤交代の行列へ転びこみ、（女の子）は三年経っても帰らなくて、丸い手まりは丸いミカンになったと、話を自由に発展させている。

## その他
『まりと殿様』は、和歌山城のチャイムとして使われている。